# Хортицька національна академія
Хортицька національна академія (повна назва – комунальний заклад вищої освіти «Хортицька національна навчально-реабілітаційна академія» Запорізької обласної ради) – це багатопрофільний заклад вищої освіти, що провадить інноваційну освітню діяльність, пов’язану з наданням вищої освіти за кількома галузями знань, проводить фундаментальні та прикладні наукові дослідження, є провідним науковим і методичним осередком, має розвинуту інфраструктуру навчальних, наукових і науково-виробничих підрозділів, сприяє поширенню наукових знань та здійснює культурно-просвітницьку діяльність.

## Історія
Хортицька національна академія була заснована рішенням Запорізької обласної ради в 2015 р. завдяки реорганізації Хортицького національного навчально-реабілітаційного багатопрофільного центру, в структурі якого протягом 20 років успішно функціонував і безперервно розвивався підрозділ фахової освіти – коледж. Багаторічний період експериментальної діяльності закладу забезпечив кумуляцію освітньо-реабілітаційного і науково-інноваційного потенціалу, необхідного для становлення закладу нового типу в системі вищої освіти України – Хортицької національної академії.
Джерело інноваційної експериментальної роботи закладу можна простежити з періоду започаткування на його базі експерименту Всеукраїнського рівня «Комплексна медична, психологічна, соціально-педагогічна реабілітація вихованців санаторних шкіл-інтернатів» (наказ №56 від 12.03.1993 р. Міністерства освіти і науки України). Експеримент з проблем комплексної реабілітації вихованців здійснювався впродовж 1993-1999 років, спрямовувався на виконання Національної програми «Діти України». Вже тоді інтенсивний новаторський пошук педагогічного колективу дозволив дійти висновку, що ефективність психологічної та соціально-педагогічної реабілітації дітей з особливостями психофізичного розвитку підвищується за умови їх спільного навчання разом зі здоровими однолітками.
Позитивний досвід педагогічного колективу зумовив подальше розгортання інноваційної пошуково-дослідницької роботи в рамках всеукраїнських експериментів:
- «Соціальна адаптація та інтеграція в суспільство дітей з особливостями психофізичного розвитку шляхом їх навчання у загальноосвітніх навчальних закладах» (наказ Міністерства освіти і науки України №586 від 10.08.2001 р.);
- «Проектування та практичне забезпечення компетентнісно спрямованого інноваційного розвитку Хортицького навчально-реабілітаційного багатопрофільного центру» (наказ Міністерства освіти і науки України №147 від 03.03.2006 р.);
- «Соціальна адаптація та інтеграція в суспільство дітей, які потребують корекції фізичного та (або) розумового розвитку, шляхом запровадження їх інклюзивного навчання» (наказ Міністерства освіти і науки України №1087 від 01.12.2008 р.).

Підтвердженням плідних здобутків експериментальної діяльності закладу стало надання йому у 2007 р. статусу інноваційного (наказ Міністерства освіти і науки України №229 від 22.03.2007 р.), а в 2010 р. – статусу національного закладу (Указ Президента України №76/2010 від 28.01.2010). У змісті цих документів зазначено, що заклад удостоєний визнання внаслідок його вагомого внеску в розвиток вітчизняної освіти, розробки і практичної реалізації інноваційних технологій комплексної медичної, психолого-педагогічної, соціальної реабілітації дітей та молоді з особливими освітніми потребами.
В 2015 р. рішенням Запорізької обласної ради від 27.08.2015 р. № 45 заклад переведено в нову функціональну якість – національну навчально-реабілітаційну академію, в якій талановита молодь з обмеженими можливостями здоров’я зможе здобувати сучасну вищу освіту на першому (бакалаврському), другому (магістерському) та третьому (освітньо-науковому) рівнях.
Хортицька національна академія є підзвітною, підконтрольною та підпорядкованою Запорізькій обласній раді та за галузевою спрямованістю підвідомчою Департаменту освіти і науки Запорізької обласної державної адміністрації. Заклад є юридичною особою, має відокремлене майно, самостійний баланс, бюджетні рахунки в територіальному органі Державної казначейської служби України та поточні, депозитні рахунки в установах банків, печатку зі своїм найменуванням, в тому числі печатку із зображенням Державного Герба України, бланки з власними реквізитами. Місцезнаходження Хортицької національної академії: 69017, м. Запоріжжя, вул. Наукового містечка, 59 (о. Хортиця).
Відповідно до рішень Запорізької обласної ради від 26.06.2014 р. № 39 «Про закріплення нерухомого майна спільної власності територіальних громад сіл, селищ, міст Запорізької області» та від 20.12.2018 р. № 32 «Про закріплення нерухомого майна спільної власності територіальних громад сіл, селищ, міст Запорізької області за комунальним закладом вищої освіти «Хортицька національна навчально-реабілітаційна академія» Запорізької обласної ради» заклад входить до складу об’єктів спільної власності територіальних громад сіл, селищ, міст Запорізької області.
Нині Хортицька національна навчально-реабілітаційна академія – це базовий у Запорізькому регіоні заклад із створення компетентнісно спрямованого освітньо-реабілітаційного простору, забезпечує безперервність і наступність освіти, комплексної реабілітації (медичної, соціальної, психологічної, педагогічної), соціальної інтеграції та розвитку життєвої компетентності дітей та молоді з обмеженими можливостями здоров’я з першого року життя до здобуття вищої освіти. Станом на 1 жовтня 2019 року фактична кількість студентів Хортицької національної академії складала 1405 осіб, з них 1277 здобували вищу освіту на денній формі навчання, 128 – на заочній.

## Ректорат
- Ректор – Нечипоренко Валентина Василівна, доктор педагогічних наук, професор, Заслужений вчитель України, повний кавалер ордена княгині Ольги, повний кавалер ордена «За заслуги перед Запорізьким краєм».
- Перший проректор – Позднякова Олена Леонтіївна, кандидат педагогічних наук, доцент, Заслужений працівник освіти України.
- Проректор з наукової роботи – Гордієнко Наталія Миколаївна, доктор соціологічних наук, доцент, кавалер ордена «За заслуги перед Запорізьким краєм» ІІІ ступеня.
- Проректор з навчальної роботи – Позднякова-Кирбят’єва Елліна Геннадіївна, доктор соціологічних наук, професор, кавалер ордена «За заслуги перед Запорізьким краєм» ІІІ ступеня.
- Проректор з адміністративно-організаційної роботи – Бріцина Юлія Володимирівна, кандидат економічних наук[3].

## Структура, спеціальності
Основними структурними підрозділами Хортицької національної академії є факультет реабілітаційної педагогіки і соціальної роботи (об’єднує кафедру спеціальної педагогіки та спеціальної психології, кафедру соціальної роботи, кафедру фізичної реабілітації, кафедру педагогіки та методик навчання, кафедру соціально-гуманітарних дисциплін), факультет мистецтва та дизайну (кафедра дизайну, кафедра садово-паркового господарства, кафедра природничо-наукових дисциплін), педагогічний коледж, санаторна школа з дошкільними групами, науковий ліцей, центр ранньої соціальної реабілітації як підрозділ, що забезпечує практичну підготовку студентів, бібліотека, редакційно-видавничий відділ, міжнародний відділ, науково-методичний відділ, навчально-науково-виробничий комплекс – реабілітаційний парк, гуртожиток.
На факультеті реабілітаційної педагогіки та соціальної роботи студенти здобувають вищу освіту за спеціальностями:
- за першим (бакалаврським) рівнем освіти:
  - 231 Соціальна робота;
  - 016 Спеціальна освіта;
  - 013 Початкова освіта;
  - 227 Фізична терапія, ерготерапія;
  - 053 Психологія;
  - 017 Фізична культура і спорт;
- за другим (магістерським) рівнем освіти:
  - 231 Соціальна робота;
  - 016 Спеціальна освіта;
  - 013 Початкова освіта;
  - 227 Фізична терапія, ерготерапія;
  - 012 Дошкільна освіта.

Студенти факультету мистецтва та дизайну отримують фахову підготовку за спеціальностіми:
- за першим (бакалаврським) рівнем освіти:
  - 022 Дизайн (освітні програми: «Графічний дизайн», «Медіадизайн», «Дизайн одягу», «Перукарське мистецтво та декоративна косметика»;
  - 023 Образотворче мистецтво, декоративне мистецтво, реставрація;
  - 206 Садово-паркове господарство;
  - 242 Туризм (спеціалізація «Лікувально-реабілітаційний та оздоровчий туризм»);
  - 073 Менеджмент.

## Міжнародне співробітництво
Співробітництво Хортицької національної академії із зарубіжними  партнерами спрямоване на підвищення авторитету закладу на міжнародному рівні, розширення міжнародних контактів, необхідних для наукової, науково-практичної та навчально-методичної роботи колективу, організацію обміну студентами, стажування викладачів, створення спільних курсів і навчальних програм, участь в міжнародних проектах.
В рамках укладених договорів і меморандумів про співпрацю основними міжнародними партнерами Хортицької національної академії є:
- Академія освіти Таджикистану (Республіка Таджикистан, м. Душанбе);
- Батумський державний університет імені Шота Руставелі (Грузія, м. Батумі);
- Білоруська державна академія мистецтв (Республіка Білорусь, м. Мінськ);
- Вища лінгвістична школа у Ченстохові (Республіка Польща, м. Ченстохові);
- Державний педагогічний університет Горі (Грузія, м. Горі);
- Європейський інститут культурного туризму «Еврика» (Республіка Болгарія, м. Добрич);
- Заклад освіти «Білоруський державний педагогічний університет імені Максима Танка» (Республіка Білорусь, м. Мінськ);
- Приватний заклад «Академія Болашак» (Республіка Казахстан, м. Караганди);
- Резекненська академія технологій (Латвійська Республіка, м. Резекне);
- Сілезький університет у Катовицях (Республіка Польща, м. Катовіце);
- Стамбульський університет Есенюрт (Туреччина, м. Стамбул);
- Університет Економіки в Бидгощі (Республіка Польща, м. Бидгощ);
- Університет Humanitas (Республіка Польща, м. Сосновець);
- Університет Найробі (Республіка Кенія, м. Найробі);
- Університет Кутаїсі (Грузія, м. Кутаїсі)[6].